# Martin Goldstein (Physiker)
Martin Goldstein (* 18. November 1919 in New York City; † 23. April 2014 ebenda) war ein US-amerikanischer Physiker, der auf dem Gebiet der physikalischen Chemie arbeitete.

## Leben
Goldstein erhielt 1950 den akademischen Grad Ph.D. an der Columbia University und arbeitete anschließend in verschiedenen universitären und Industrieforschungseinrichtungen. 
Von 1965 bis 1987 lehrte er Chemie an der  Belfer Graduate School of Science der Yeshiva University in New York.
Er forschte seit den 1950er Jahren auf dem Gebiet der thermodynamischen Eigenschaften amorpher Materialien. Sein spezielles Interesse galt dabei den Eigenschaften von Gläsern und speziell dem Übergang viskoser Flüssigkeiten in den Glaszustand. Auf diesem Gebiet veröffentlichte er mehrere bahnbrechende Arbeiten im Journal of Chemical Physics.
Zusammen mit seiner Frau schrieb er vier populärwissenschaftliche Bücher. Außerdem war er Autor literarischer Essays, beispielsweise über das Werk von Fjodor Dostojewski.
1970 wurde er Fellow der American Physical Society.